# Cathryn Harrison
Cathryn Mary Lee Harrison (Marylebone, 25 maggio 1959 – Plymouth, 1º ottobre 2018) è stata un'attrice britannica.

## Biografia
Harrison era la figlia dell'attore e cantante Noel Harrison e di Sara Lee Eberts e la nipote dell'attore Sir Rex Harrison. Suo zio è il drammaturgo e attivista Carey Harrison.
Anche i suoi fratelli, Simon e Harriet Harrison, sono attori. Cathryn Harrison ha avuto altri due fratellastri minori dal secondo matrimonio di suo padre, Will e Chloe, e una maggiore, Zoe, dal primo matrimonio di sua madre con Carleton John Richard Tufnell. Nel maggio 1996 si sposò con Paul Laing. 

## Carriera
Harrison esordì al cinema nel film di Robert Altman Images del 1972. Nel 1975 recitò per la prima volta da protagonista in un altro film sperimentale, Luna nera di Louis Malle. La sua carriera proseguì anche in televisione, prendendo parte a numerosi television play quali Portrait of a Marriage (1990), in cui ricoprì il ruolo di Violet Trefusis, l'amante di Vita Sackville-West.

## Filmografia

### Cinema
- Images, regia di Robert Altman (1972)
- Il pifferaio di Hamelin (The Pied Piper), regia di Jacques Demy (1972)
- Luna nera (Black Moon), regia di Louis Malle (1975)
- Blue Fire Lady, regia di Ross Dimsey (1977)
- Il servo di scena (The Dresser), regia di Peter Yates (1983)
- Duet for One, regia di Andrei Konchalovsky (1986)
- Empire State, regia di Ron Peck (1987)
- Mangia il ricco (Eat the Rich), regia di Peter Richardson (1987)
- Il matrimonio di Lady Brenda (A Handful of Dust), regia di Charles Sturridge (1988)
- Chillers (1990)
- Delitto in cielo (Agatha Christie's Poirot, Death in the Clouds), regia di Stephen Whittaker (1992)
- Thin Ice, regia di Fiona Cunningham-Reid (1994)
- Déjà Vu, regia di Henry Jaglom (1997)

### Televisione
- Romance, serie TV (1977)
- The Witches of Pendle, film TV (1977)
- Moths, film TV (1977)
- Il ritorno di Simon Templar (Return of the Saint), serie TV (1978)
- Wuthering Heights, serial TV (1978)
- The Life and Adventures of Nicholas Nickleby, miniserie TV (1982)
- Maybury, serie TV (1983)
- Una favola fantastica (A Christmas Carol), film TV (1984)
- Robin Hood (Robin of Sherwood), serie TV (1986)
- The Happy Valley, film TV (1986)
- Hannay, serie TV (1989)
- L'asso della Manica (Bergerac), serie TV (1990)
- Portrait of a Marriage, miniserie TV (1990)
- Soldier Soldier, miniserie TV (1991)
- Clarissa, serie TV (1991)
- Desmond's, serie TV (1993)
- Love on a Branch Line, miniserie TV (1994)
- Murder in Mind, film TV (1994)
- The Choir, miniserie TV (1995)
- Wycliffe, serie TV (1995)
- McCallum, serie TV (1995)
- Original Sin, miniserie TV (1997)
- Heat of the Sun, miniserie TV (1998)
- The Bill, serie TV (1999)
- Table 12, serie TV (2001)